# Старо-Нагоричане (община)
Старо-Нагоричане (макед. Општина Старо-Нагоричане) — община в Северной Македонии. Расположена в северо-восточной части Северной Македонии. Население составляет 4 840 человек (2002 год).
Административный центр — село Старо-Нагоричане.
Площадь территории общины 433,41 км².
Этническая структура населения в общине по переписи 2002 года:
- македонцы — 3 906 чел. (80,7%);
- сербы — 926 чел. (19,1%);
- остальные — 8 чел. (0,2%)